# Lophozosterops goodfellowi
El anteojitos enmascarado (Lophozosterops goodfellowi) es una especie de ave paseriforme de la familia Zosteropidae natural de Mindanao (islas Filipinas).

## Distribución geográfica yhábitat
Es endémica de Mindanao (Filipinas). Sus hábitats naturales son los bosques montanos húmedos tropicales o subtropicales.

## Subespecies
Se reconocen las siguientes:
- L. g. gracilis Mees, 1969 - noreste de Mindanao
- L. g. goodfellowi (Hartert, 1903) - centro y sur de Mindanao
- L. g. malindangensis (Mearns, 1909) - noroeste de Mindanao